# Paramblymora affinis
Paramblymora affinis là một loài bọ cánh cứng trong họ Cerambycidae.